# Septeto Nacional
Septeto Nacional oder das Septeto Nacional de Ignacio Piñeiro ist eine Musikgruppe, die nach dem Sexteto Habanero die Son-Musik weiterentwickelte. Sie fügte die Trompete zu Perkussion, Gesang und Saiteninstrumenten hinzu. Die Gruppe begann 1927 als Sextett in Havanna. 1929 spielte sie bei der Weltausstellung in Sevilla und 1933 bei der Weltausstellung in Chicago. Im gleichen Jahr übernahm Lázaro Herrera die Gruppe, da Ignacio Piñeiro (1888–1969) aus finanziellen Gründen ausschied – trotz ihrer Erfolge verdienten die Musiker sehr wenig. Die Gruppe löste sich 1937 auf, fand sich aber 1940 für Aufnahmen und 1954 für einen Fernsehauftritt zusammen. Nach der Kubanischen Revolution von 1959 spielte die Gruppe wieder und tut dies bis heute. Ihre CD Poetas del Son wurde 2004 für einen Grammy nominiert.

## Diskografie
- Poetas del Son
- Clásicos del Son
- El Son De Altura
- Entre Preciosas Palmeras
- Imperdonable
- Lejana Campina
- Más Cuba Libres
- Son le la Loma
- Soneros De Cuba
- Noche de Conga, EAN 8500001617792
- El Sabor de la Tradición